# Боєрахмед (шагрестан)
Боєрахмед (перс. شهرستان بویراحمد) — одна з 5 областей (шагрестанів) іранської провінції Кохґілує і Боєрахмед. Адміністративний центр — місто Ясудж. До складу шагрестана входять райони (бахші):
- Меркезі (центральний) (بخش مرکزی)
- Маргун (بخش مارگون
- Лудаб (بخش لوداب)

Населення області на 2006 рік становило 212 552 осіб.